# Соляновка (Алтайский край)
Соляновка — упразднённый посёлок в Михайловском районе Алтайского края. Входило в состав Михайловского поссовета. Упразднено в 1993 г.

## География
Располагался в 13 км к юго-западу от посёлка Малиновое Озеро.

## История
Основан в 1876 году. В 1928 г. деревня Соляновка состояла из 177 хозяйств, основное население — украинцы. Центр Соляновского сельсовета Михайловского района Славгородского округа Сибирского края. В деревне имелись: сельский совет, школа, маслозавод.

## Население[2]
| год     | 1928 | 1970 |
| ------- | ---- | ---- |
| человек | 908  | 252  |